# Тип 99
Тип 99 (кит.: 99式主战坦克; піньїнь: Jiǔjiǔshì Zhǔzhàn Tǎnkè; також відомий як ZTZ-99 та WZ-123) — серійний китайський основний бойовий танк третього покоління, створений корпорацією Norinco на базі прототипу «Тип 98». Через порівняно високу ціну, очікується, що до армії надійде невелика кількість цих танків, натомість, перевага віддана економнішому танку Тип 96. Стоїть на озброєнні армії Китаю.

## Історія
Робота над новим танком почалась в першу половину 1990-тих, коли під час війни у Перській затоці західним танкам вдалось знищити велику кількість радянських Т-72М. Тогочасні західні танки істотно перевершували найкращий танк армії Китаю — Тип 90.
Один з перших варіантів цього танка з посиленим бронезахистом був продемонстрований компанією НОРІНКО у 2000 році. Танк був виставлений на загальний огляд на спеціальному постаменті. Спочатку у деяких джерелах ця модифікація позначалася як «Тип 98G» (від китайського «гай» — вдосконалений, модифікований). У тому ж 2000 році була випущена перша партія з 40 танків «Тип 99». Північнокитайський дослідний інститут машинобудування № 201 (NEVORI, м. Пекін) та Перша машинобудівна компанія FIRMACO (колишній завод № 617 у м. Баотоу, Внутрішня Монголія), які є розробниками цієї машини, почали роботу над удосконаленням прототипу відразу ж, як тільки «Тип 98» вийшов на випробування. Основними напрямками із підвищення характеристик танка стали: підвищення рухливості шляхом встановлення більш потужного 1500-сильного дизельного двигуна з турбонаддувом, удосконалення системи управління вогнем, підвищення захищеності за рахунок установки вмонтованого динамічного захисту на лобові проєкції башти та корпусу.
Комбінований бронезахист лобової проєкції танка посилений за рахунок установки блоків вмонтованого динамічного захисту, розташованих поверх основного бронювання, причому на башті блоки розташовані «куточком». Крім того, додатково захищена кормова ніша башти, де динамічний захист змонтована поверх решітчастої корзини. Подібну схему бронювання можна було також побачити на модернізованому танку «Тип 96» і пакистанському «Аль Халід». Якщо на перших зразках «Тип 99» блоки ДЗ встановлювалися поверх основних броньових деталей, то на наступних вони вже були спочатку вбудовані у загальне бронювання. Крім того, конфігурація додаткових блоків в процесі випуску машин, дещо змінювалася. Спочатку вилиці башти нарощувалися тільки вперед, а потім вони стали більш скошеними з боків, де також були розміщені блоки ДЗ. Крім цього, частина блоків на останніх машинах була встановлена і на даху башти, захищаючи її таким чином від кумулятивних боєприпасів. Модульна конструкція бронювання дозволяє швидко замінювати пошкоджені блоки на нові.

## Модифікації
- Type 99— перша серійна модифікація;
- Type 99G— новий прицільний комплекс та система активного захисту;
- Type 99A— наступна серійна модифікація;
- Type 99A1— модернізований вбудований динамічний захист;
- Type 99A2 — новий динамічний захист, бойова інформаційно-керуюча система, комплекс активного захисту з радаром міліметрового діапазону, новий прицільний комплекс та комплексна система управлінням руху.[6]

## Озброєння
Як і прототип «Тип 98», танк «Тип 99» оснащений інтегрованим лазерним комплексом активної протидії JD-3, що складається з вбудованого лазерного далекоміра, датчика попередження про лазерне опромінення LRW і з бойового квантового генератора LSDW. При отриманні сигналу про опромінення танка лазерним променем супротивника, система попередження виробляє сигнал на поворот башти у бік виявленого джерела, потім включається лазерний промінь слабкої потужності, що визначає точне місцезнаходження цілі, після чого потужність променя миттєво зростає до критичного рівня і виводить з ладу оптичні засоби або органи зору оператора супротивника.
Удосконалена система керування вогнем танка включає в себе комбіновані приціли навідника і командира з незалежною стабілізацією, лазерний далекомір, тепловізор, цифровий балістичний обчислювач, 2-площинний стабілізатор озброєння, набір давачів (атмосферних умов, зносу каналу ствола тощо), багатофункціональну панель командира з кольоровим індикатором і систему автосупроводження цілі. Зображення від тепловізора виводиться на кольорові дисплеї командира і навідника (кратність х11, 4 і х5). Крім того, на танку встановлена система навігації з інерційним і супутниковим (GPS) каналами, дані від яких також виводяться на дисплей командира і накладаються на цифрову карту місцевості. Танк оснащений сучасною радіостанцією та ТПУ.
Основне озброєння танка — 125-мм гладкоствольна гармата — китайський аналог радянської танкової гармати 2А46. Ствол гармати обладнаний термоізоляційним кожухом. Як на «Тип 98», на танку «Тип 99» встановлений гідромеханічний автомат заряджання карусельного типу на 22 снаряди (аналогічний тому, що стоїть на Т-72). Загальний боєкомплект становить 41 снаряд роздільно-гільзового заряджання з бронебійними підкаліберними снарядами з піддоном, що відокремлюється, кумулятивними снарядами, осколково-фугасними і танковими ПТРК 9М119 «Рефлекс» російського виробництва (із лазерним наведенням). 
Допоміжне озброєння складається зі спареного 7,62-мм кулемета «Тип 86» (китайська копія ПКТ) та зенітного 12,7-мм QJC-88 (китайська копія ДШК), який має дистанційне керування. По бортах башти встановлені два 5-стволових блоки димових гранатометів «Тип 84».

## Система JD-3
Як і прототип Тип 98, танк Тип 99 оснащений інтегрованим лазерним комплексом активної протидії JD-3, що складається з вбудованого лазерного далекоміра, датчика попередження про лазерне опромінювання LRW та бойового квантового генератора LSDW.
При отриманні сигналу про опромінення танка лазерним променем противника, система попередження виробляє сигнал на поворот башти в сторону виявленого джерела, потім включається лазерний промінь слабкої потужності, що визначає точне місцезнаходження цілі, після чого потужність променя миттєво зростає до критичного рівня та виводить з ладу оптичні засоби або органи зору оператора противника.
JD-3 є осліплюваною лазерною зброєю.

## Силова установка
Встановлений на танку «Тип 99» дизельний двигун водяного охолодження з турбонаддувом потужністю 1500 к.с. створений на базі німецького MB871ka501. При масі танка 54 тонни, він дає питому потужність 27,78 к.с./т і максимальну швидкість пересування по шосе — 80 км/год (по пересіченій місцевості — до 60 км/год). Танк розганяється з місця до 32 км/год за 12 секунд. Механічна планетарна трансмісія передбачає 7 швидкостей для руху вперед і одну заднім ходом. Підвіска торсіонна з гіроамортизаторами.

## Головнітактико-технічні характеристикисучаснихосновних бойових танків
| Тактико-технічні характеристики сучасних основних бойових танків | Тактико-технічні характеристики сучасних основних бойових танків                            | Тактико-технічні характеристики сучасних основних бойових танків | Тактико-технічні характеристики сучасних основних бойових танків       |
| ---------------------------------------------------------------- | ------------------------------------------------------------------------------------------- | ---------------------------------------------------------------- | ---------------------------------------------------------------------- |
| {\displaystyle M}                                                | Бойова маса (загальна вага танка в бойовому стані) в тоннах                                 | {\displaystyle V}                                                | Максимальна швидкість (по шосе) в кілометрах на годину                 |
| {\displaystyle L}                                                | Довжина (загальна довжина танка з гарматою вперед) в міліметрах                             | {\displaystyle L_{k}}                                            | Запас ходу по шосе (без встановлення додаткових баків) в кілометрах    |
| {\displaystyle L^{w}}                                            | Ширина (від гусениці до гусениці, без бортових екранів) в міліметрах                        | {\displaystyle B}                                                | Кількість пострілів з основної гармати                                 |
| {\displaystyle H}                                                | Висота (по даху башти) в міліметрах                                                         | {\displaystyle C}                                                | Калібр основної гармати в міліметрах                                   |
| {\displaystyle W}                                                | Потужність силової установки (двигуна) танка в кінській силі                                | На озброєнні                                                     | Рік прийняття на озброєння першої моделі                               |
| {\displaystyle N}                                                | Питома потужність (відношення потужності {\displaystyle W} до маси {\displaystyle M} танка) | Активний захист                                                  | Відсутність чи наявність систем активного захисту (APS)                |
| {\displaystyle E}                                                | Екіпаж танка (чоловік)                                                                      | Динамічний захист                                                | Відсутність чи наявність систем динамічного захисту (ERA, NxRA, SLERA) |

| Порівняння ТТХ сучасних основних бойових танків | Порівняння ТТХ сучасних основних бойових танків | Порівняння ТТХ сучасних основних бойових танків | Порівняння ТТХ сучасних основних бойових танків | Порівняння ТТХ сучасних основних бойових танків | Порівняння ТТХ сучасних основних бойових танків | Порівняння ТТХ сучасних основних бойових танків | Порівняння ТТХ сучасних основних бойових танків | Порівняння ТТХ сучасних основних бойових танків | Порівняння ТТХ сучасних основних бойових танків | Порівняння ТТХ сучасних основних бойових танків | Порівняння ТТХ сучасних основних бойових танків | Порівняння ТТХ сучасних основних бойових танків | Порівняння ТТХ сучасних основних бойових танків | Порівняння ТТХ сучасних основних бойових танків | Порівняння ТТХ сучасних основних бойових танків |
| Список можна сортувати. Натисніть назву колонки яку потрібно відсортувати. Клацніть знову, щоб змінити порядок сортування. Оновіть сторінку щоб відновити до початкового виду. | Список можна сортувати. Натисніть назву колонки яку потрібно відсортувати. Клацніть знову, щоб змінити порядок сортування. Оновіть сторінку щоб відновити до початкового виду. | Список можна сортувати. Натисніть назву колонки яку потрібно відсортувати. Клацніть знову, щоб змінити порядок сортування. Оновіть сторінку щоб відновити до початкового виду. | Список можна сортувати. Натисніть назву колонки яку потрібно відсортувати. Клацніть знову, щоб змінити порядок сортування. Оновіть сторінку щоб відновити до початкового виду. | Список можна сортувати. Натисніть назву колонки яку потрібно відсортувати. Клацніть знову, щоб змінити порядок сортування. Оновіть сторінку щоб відновити до початкового виду. | Список можна сортувати. Натисніть назву колонки яку потрібно відсортувати. Клацніть знову, щоб змінити порядок сортування. Оновіть сторінку щоб відновити до початкового виду. | Список можна сортувати. Натисніть назву колонки яку потрібно відсортувати. Клацніть знову, щоб змінити порядок сортування. Оновіть сторінку щоб відновити до початкового виду. | Список можна сортувати. Натисніть назву колонки яку потрібно відсортувати. Клацніть знову, щоб змінити порядок сортування. Оновіть сторінку щоб відновити до початкового виду. | Список можна сортувати. Натисніть назву колонки яку потрібно відсортувати. Клацніть знову, щоб змінити порядок сортування. Оновіть сторінку щоб відновити до початкового виду. | Список можна сортувати. Натисніть назву колонки яку потрібно відсортувати. Клацніть знову, щоб змінити порядок сортування. Оновіть сторінку щоб відновити до початкового виду. | Список можна сортувати. Натисніть назву колонки яку потрібно відсортувати. Клацніть знову, щоб змінити порядок сортування. Оновіть сторінку щоб відновити до початкового виду. | Список можна сортувати. Натисніть назву колонки яку потрібно відсортувати. Клацніть знову, щоб змінити порядок сортування. Оновіть сторінку щоб відновити до початкового виду. | Список можна сортувати. Натисніть назву колонки яку потрібно відсортувати. Клацніть знову, щоб змінити порядок сортування. Оновіть сторінку щоб відновити до початкового виду. | Список можна сортувати. Натисніть назву колонки яку потрібно відсортувати. Клацніть знову, щоб змінити порядок сортування. Оновіть сторінку щоб відновити до початкового виду. | Список можна сортувати. Натисніть назву колонки яку потрібно відсортувати. Клацніть знову, щоб змінити порядок сортування. Оновіть сторінку щоб відновити до початкового виду. | Список можна сортувати. Натисніть назву колонки яку потрібно відсортувати. Клацніть знову, щоб змінити порядок сортування. Оновіть сторінку щоб відновити до початкового виду. |
| Танк | {\displaystyle M} | {\displaystyle L} | {\displaystyle L^{w}} | {\displaystyle H} | {\displaystyle W} | {\displaystyle N} | {\displaystyle E} | {\displaystyle V} | {\displaystyle L_{k}} | {\displaystyle B} | {\displaystyle C} | На озброєнні | Динамічний захист | Активний захист | Джерела |
| --- | --- | --- | --- | --- | --- | --- | --- | --- | --- | --- | --- | --- | --- | --- | --- |
| БМ «Оплот» Україна | 51 | 9720 | 3400 | 2285 | 1200 | 24,7 | 3 | 70 | 400 | 46 | 125 | 2009 | «Дуплет» | «Варта» | 12 |
| Т-90С Росія | 46,5 | 9530 | 3370 | 2280 | 1000 | 21,5 | 3 | 60 | 450 | 42 | 125 | 2005 | так | «Штора-1» | 1 2 |
| Leopard 2A6M Німеччина | 62,5 | 10970 | 3030 | 2640 | 1500 | 24,0 | 4 | 68 | 500 | 42 | 120 | 2004 | так | «MUSS» | 1 2 |
| Merkava Mark IV Ізраїль | 65 | 9040 | 3720 | 2660 | 1500 | 23,0 | 4 | 64 | 500 | 48 | 120 | 2003 | «LAHAT» | «Trophy» | 1 2 |
| Abrams M1A2SEP США | 63 | 9830 | 3650 | 2370 | 1500 | 23,8 | 4 | 68 | 426 | 48 | 120 | 2000 | «ARAT» | «AN/VLQ-6 MCD» | 1 2 3 |
| РТ-91А Польща | 45,3 | 9670 | 3600 | 2200 | 1000 | 21,8 | 3 | 60 | 480 | 42 | 125 | 2010 | «ERAWA» | «OBRA-3» | 1 2 3 4 |
| Leclerc Франція | 54,5 | 9870 | 3710 | 2530 | 1500 | 27,52 | 3 | 72 | 500 | 40 | 120 | 1992 | так | н/д | 1 2 |
| Challenger 2 Велика Британія | 62,5 | 11500 | 3500 | 2490 | 1200 | 19,2 | 4 | 56 | 450 | 52 | 120 | 2002 | так | н/д | 1 2 |
| K1А1 (тип 88) Південна Корея | 53,1 | 9710 | 3600 | 2250 | 1200 | 22 | 4 | 65 | 500 | 32 | 120 | 2000 | н/д | ні | 1 2 3 |
| тип 99А2 КНР | 58 | 11000 | 3400 | 2250 | 1500 | 27,8 | 3 | 65 | 450 | 32 | 125 | 2000 | FY-4 | JD-3 | 1 2 |
| Arjun Mk.1 Індія | 57,6 | 10638 | 3864 | 2320 | 1400 | 23,9 | 4 | 70 | 450 | 39 | 120 | 2011 | ні | ні | 12 |
| C1 Ariete Італія | 54 | 9670 | 3420 | 2510 | 1247 | 23 | 4 | 65 | 550 | 42 | 120 | 1995 | ні | так | 1 2 |
| Al-Khalid Пакистан | 48 | 10070 | 3500 | 2400 | 1200 | 26 | 3 | 72 | 500 | 39 | 125 | 2001 | так | «Варта» | 1 2 |
| Тип 10 Японія | 44 | 9485 | 3240 | 2300 | 1200 | 27 | 3 | 70 | н\д | н\д | 120 | 2010 | н\д | н\д | 1 2 |
| Zulfiqar Іран | 36 | 7000 | 3600 | 2400 | 780 | 21,7 | 3 | 70 | 450 | н\д | 125 | 1996 | ні | ні | 1 |

## Оператори
- КНР: 600 Тип 99 (ZTZ-99) та 600 Тип 99A (ZTZ-99A) станом на  2022.[7]